# Изоспоријаза
Изоспоријаза је ретко обољење дигестивног тракта, које код човека изазива протозоа Isospora bellli. Овај микроорганизам се преноси фекално-оралним путем или конзумирањем контаминиране хране и воде. Болест се углавном јавља у областима са лошим хигијенским условима (посебно у тропским и суптропским подручјима), а примећено је да од ње често оболевају особе са сидом.
Болест се често јавља и код паса и мачака. Код паса је изазивају Isospora canis, Isospora ohioensis и Isospora burrowsi, а код мачака Isospora felis. Животиње се инфицирају конзумирањем контамиране хране, када им у организам доспеју инфективне ооцисте, или конзумирањем меса зараженог инфективним ооцистама.
Први документовани случај изоспоријазе код човека потиче из 1915. године.

## Клиничка слика
Инкубациони период траје 3-14 дана. Након тога се јављају профузне, воденасте, проливасте столице (дијареја) непријатног мириса које могу садржавати мукус. Јављају се и грчеви и бол у трбуху, повраћање, губитак апетита и телесне тежине, малаксалост и слични симптоми. Код протрахованих облика се може јавити стеатореја (масна столица).

## Дијагноза и лечење
Дијагноза изоспоријазе се поставља на основу епидемиолошке анамнезе, клиничке слике, лабораторијских анализа, прегледа и налаза узрочника у столици.
У лечењу се примењује триметоприм-сулфаметоксазол и уз то супортивна и симптоматска терапија. Код тежих облика болести потребно је лечење у болници.